# Action Bronson
Arian Asllani (sinh ngày 2 tháng 12 năm 1983), được biết đến nhiều hơn với nghệ danh Action Bronson, là một rapper và là đầu bếp trưởng người Mỹ gốc Do Thái. Tháng 8 năm 2012, anh ký hợp đồng với Warner Bros. Records, nhưng sau đó chuyển tới nhà xuất bản Records Records của hãng Atlantic, Vice Records.
Bronson đã phát hành nhiều mixtapes, chẳng hạn như Rare Chandeliers (2012), với nhà sản xuất hip-hop Hoa Kỳ The Alchemist and Blue Chips 2 (2013) với nhà sản xuất Party Supplies lâu năm, trước khi phát hành thương hiệu chính của anh, một vở kịch mở rộng (EP) mang tên Saaab Stories, cùng với cộng tác viên Harry Fraud, vào năm 2013. Anh đã phát hành album đầu tiên của anhg, Mr. Wonderful vào ngày 23 tháng 3 năm 2015.

## Tiểu sử

### 1983–2010: Đầu đời và sự nghiệp
Bronson sinh ra ở Flushing, Queens, New York, con trai của một người Hồi giáo Albanian  và một bà mẹ người Do Thái Mỹ  Lớn lên, anh được nuôi dạy theo truyền thống đạo Hồi giáo. Trước khi bắt đầu sự nghiệp như một rapper, ban đầu nó chỉ là một sở thích riêng tư, Bronson là một đầu bếp tuyệt vời và có tiếng tăm nóng bỏng ở thành phố New York. Anh đã tổ chức chương trình nấu ăn trực tuyến của riêng mình mang tên Action in the Kitchen. Sau khi bị gãy chân trong nhà bếp, Bronson chỉ tập trung vào sự nghiệp âm nhạc của mình.

### 2011: Dr. Lecter và Well Done
Album đầu tay từ phòng thu âm của Action Bronson là Dr. Lecter đã được phát hành độc lập dưới sự bảo kê của Fine Fabric Delegates vào ngày 15 tháng 3 năm 2011. Album sản xuất hoàn toàn bởi nhà sản xuất âm nhạc Tommy Mas ở thành phố New York, đã được làm sẵn để tải về kỹ thuật số và cũng trong CD-R, trên trang web chính thức của anh. Vào tháng 11 năm đó, Bronson ra mắt Well-Done, đó là một nỗ lực để hợp tác với nhà sản xuất âm nhạc hiphop Hoa Kỳ là Statik Selektah. Vào ngày 12 tháng 3 năm 2012, anh phát hành mixtape thứ hai, có tiêu đề Blue Chips, với Party Supplies.

## Chương trình truyền hình
Action Bronson là ngôi sao của hai chương trình truyền hình được phát sóng trên kênh Viceland: chương trình du lịch ăn uống Fuck, That's Delicious và phim tài liệu hài Traveling the Stars: Action Bronson and Friends Watch ‘Ancient Aliens’.

## Những tai tiếng gây tranh cãi
Vào tháng 3 năm 2016, Hội đồng Chương trình của Đại học George Washington tuyên bố rằng Action Bronson sẽ là nghệ sỹ biểu diễn hàng đầu cho chương trình hoà nhạc mùa xuân hàng năm của trường đại học "Spring Fling". Cuộc tranh cãi đã sớm bùng nổ khi bài hát của Action Bronson là "Consensual Rape" bước ra ánh sáng, cũng như những lời tuyên bố của Bronson được coi là những người ghê sợ đồng tính luyến ái, ghê sợ người chuyển đổi giới tính, và kỳ thị nữ giới . Các nhóm sinh viên khác nhau đã thúc đẩy Đại học hủy bỏ chương trình biểu diễn của Action Bronson, gây ra một cuộc tranh cãi về sự thành công của không gian an toàn đối với quyền tự do nghệ thuật. Trong tháng 4 năm 2016, Bronson cũng không được mời tham gia vào buổi hòa nhạc cuối tuần mùa xuân của Đại học Trinity.
Bronson trả lời bằng một bức thư ngỏ, tuyên bố rằng bài hát của anh "mô tả một câu chuyện" và "không có ý đồ xấu mà chỉ là một biểu cảm của nghệ sĩ", anh lên án tất cả các hình thức bạo lực tình dục và đã đưa ra một lời xin lỗi.

## Phong cách âm nhạc

### Sự ảnh hưởng
Action Bronson trích dẫn những rapper người Mỹ bao gồm Kool G Rap, Nas, Cam'ron, Mobb Deep, UGK và Wu-Tang Clan, là những ảnh hưởng chính cho bản thân ảnh.

### Phong cách hát nhạc Rap
Bronson thường xuyên rap về ẩm thực đồ ăn thức uống trong bài hát của anh ấy. Anh ta cũng nổi tiếng vì thường xuyên và thường mơ hồ về những lời đề cập đến các vận động viên và các đội thể thao. Lời bài hát của Bronson thường đề cập đến các môn thể thao ở thành phố New York mà còn đụng chạm với các chủ đề mờ nhạt hơn như tập thể hình chuyên nghiệp, trượt băng nghệ thuật và đánh cược thể thao.

## Danh sách đĩa hát
- Dr. Lecter (2011)
- Well-Done (2011) (với Statik Selektah)
- Mr. Wonderful (2015)
- Blue Chips 7000 (2017)